# Sokodea caeca
Sokodea caeca is een hooiwagen uit de familie Assamiidae.